# 西郷局

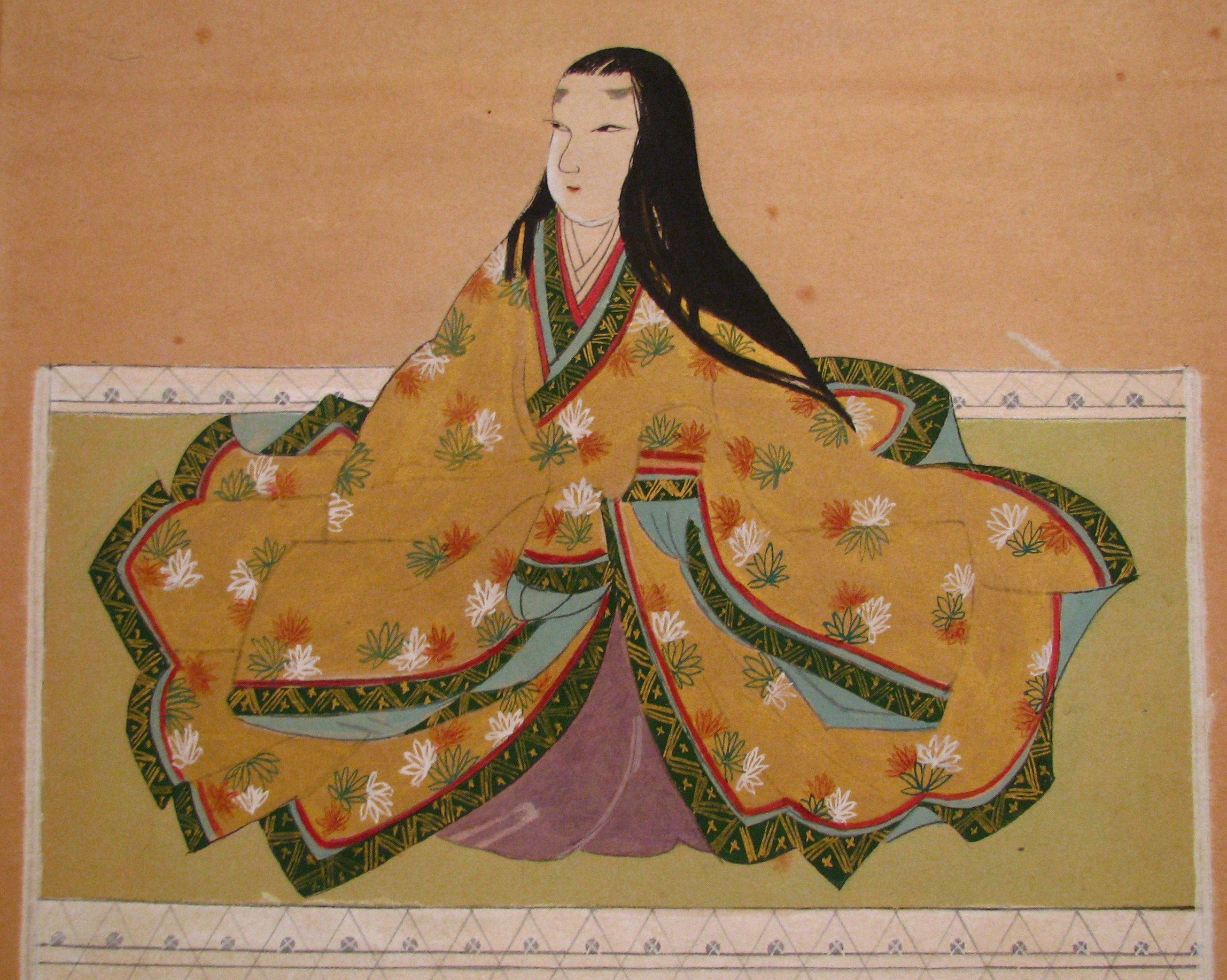
西郷局肖像（宝台院蔵）

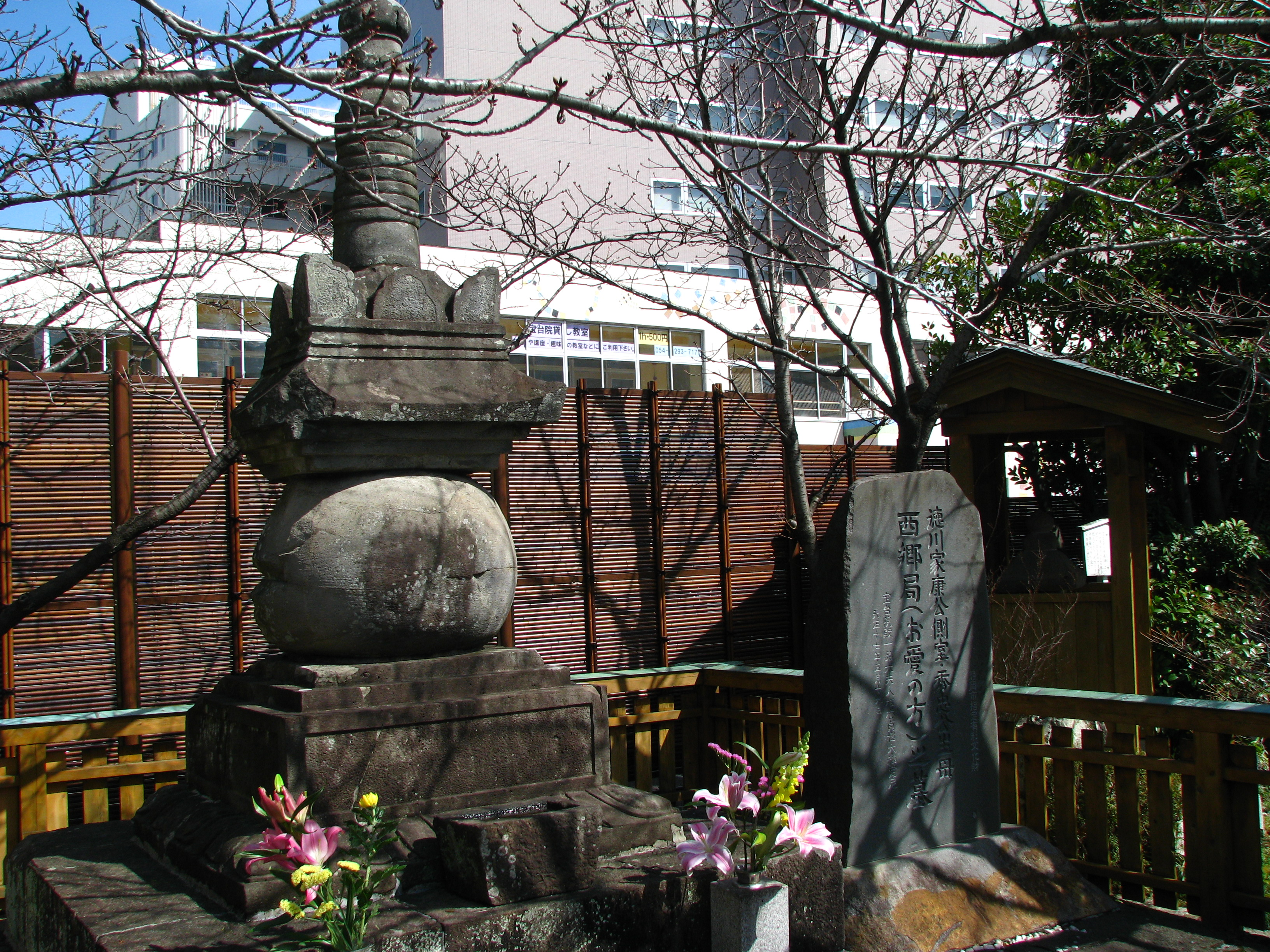
西郷局墓所（静岡県静岡市葵区宝台院）

西郷局（さいごうのつぼね、天文21年（1552年）（永禄4年（1561年）説もあり） - 天正17年5月19日（1589年7月1日））は、戦国時代・安土桃山時代の女性。初名はあい、お愛とされるが、お相が正しいとする説もある（後述）。徳川家康の側室となって以降は西郷局と称した。院号は宝台院。贈位を受けた際の名は源昌子。
江戸幕府第2代将軍・徳川秀忠、松平忠吉を産んだ。

## 通説における生涯
江戸後期に成立した『寛政重修諸家譜』・『以貴小伝』によれば、父は戸塚忠春とされる。母は源姓土岐氏流三河西郷氏とされ、西郷正勝の娘とされる。
幼少時、父忠春と兄の忠家が討ち死し、母とともに、祖父・西郷正勝に保護された。『以貴小伝』・『寛政重修諸家譜』では母が忠春の死後蓑笠之助正尚に嫁いだためにその養女になり、その後正勝に引き取られたとしている。のち、正勝の嫡孫・西郷義勝と結婚した。義勝との間に1男1女をもうけている。元亀2年（1571年）、武田氏の先遣・秋山虎繁の南進を阻むため、縁戚の菅沼定盈に協力した竹広合戦で、義勝が落命する。彼女の産んだ男子は幼過ぎて家督を継げなかった。
義勝の死後、藤正尚の屋敷にいた母の元に身を寄せた。天正6年（1578年）、家康が同屋敷を訪れた際、お愛の方を見初め、浜松に連れ帰った。お愛の方は、正勝の子であり伯父にあたる西郷清員の養女となり、家康に仕え、西郷局と改めた。『柳営婦女伝系』では西郷清貞の養女となったとされる。
天正7年（1579年）4月に秀忠を、同8年（1580年）9月に忠吉を産んだ。
天正17年（1589年）5月19日、駿府で死去した。28歳（一説に30歳）。龍泉寺に葬られ、法名は竜泉院殿とされた。
『家忠日記』の天正17年（1589年）5月21日の記事には「駿川若君様御袋西郷殿一昨日十九日ニ御死去之由申来候。野田菅沼助兵へ喧嘩にて死去之由申来候」と記されている。このため西郷局が野田菅沼助兵（菅沼定盈の従兄弟であり、その家臣）とのトラブルで命を落としたのではないかという見方もある。一方で家康の後継者の生母が喧嘩に巻き込まれることは考え難く、他史料に同じ記述がないことから、病死したという見解もある。郷土史家の中山正清は西郷局死去の知らせと野田菅沼助兵が喧嘩で殺害されたという別のものが同日条に記されたにすぎないとしている。また『柳営婦女伝系』には「松平主殿助家忠の家士・稲吉兵衛に害されたと云々」とあり、家忠の家臣が殺害したと書かれている。
寛永5年（1628年）5月9日、従一位が贈られ、5月19日には法名も宝台院殿一品大夫人松誉定樹大禅定尼とする宣命が下り、龍泉寺は宝台院と名を改めた。当時の将軍・徳川家光は孫、翌年即位した明正天皇は曾孫に当たる。

## 通説の生涯に対する疑義
通説の生涯は、『寛政重修諸家譜』で整理され、18世紀末以降に成立した『以貴小伝』の頃に完成したものと見られる。後世の系譜類では混乱があり、寛政11年（1799年）に編纂された『譜牒余録』では西郷局は西郷正勝の娘、『柳営婦女伝系』では服部氏の一族蓑笠之助正尚の娘であるとしている。
先行する江戸時代前期成立の『寛永諸家系図伝』や林鵞峰の『故江府令朝散大夫親衛校尉石谷叟行状』では、戸塚氏の縁者であるとはされているが、三河西郷氏については全く触れられておらず、『藩翰譜』でも言及されていない。戸塚氏は上西郷村（現在の静岡県掛川市）の西郷氏（江戸時代には石谷氏を称する）に属する地侍であり、一方生母の生家とされる三河西郷氏は豊橋市西郷校区辺りに勢力を持つ豪族であった。『掛川市史』は家格の釣り合いが取れず、西郷氏が戸塚氏と婚姻を結ぶ必然性に乏しいとして疑問を呈している。
また、天正17年（1589年）に西郷局が28歳で没したと言う記録は、通説を構成する記録との齟齬が生まれる。『以貴小伝』では戸塚忠春が天文23年（1554年）に没したとしているが、これは西郷局の生まれる8年前である。また夫であった義勝が死亡した元亀2年（1571年）には、満年齢で10歳となり、一男一女をもうけたというのは考え難い。『以貴小伝』は西郷局の没年齢を38歳としているが、他の諸系図では没年齢は28歳である。
郷土史家の中山正清は徳川綱吉の不興を蒙って大名から転落して旗本となっていた三河西郷氏の嫡流が、将軍家とのつながりを主張するために西郷局との血縁を強調する作為を行ったのではないかとしている。

## 家康正室説
彼女の死を伝えた『家忠日記』天正17年5月21日条に、彼女のことを「西郷殿」と記している。この「殿」という呼称から、彼女が家康の妻として遇されていたとする説がある。「殿」は公式の妻に対して用いられる呼称で、側妾に対してもちいられる呼称は「局」だからである。この説が正しければ、家康の最初の正室（正妻）である築山殿は天正7年に死去しているため、それ以降は唯一の妻であった彼女が正室となっていたことになる（築山殿が死去したために、秀忠を生んだ彼女が妻に引き上げられた可能性もある）。その後、家康は豊臣秀吉の妹である朝日姫を正室として迎えたが、当時の武家では一夫一妻制が確立していなかったため、引き続き正室と同格とされる「次妻」として遇されていた可能性が高く、死去時の「殿」の呼称につながったと推測される。
なお、武家諸法度成立以降、武家における一夫一妻制の原則が確立され、同法成立以前の婚姻に関しても次妻・別妻と称されていた正室以外の妻に対して、法的には非公式な関係に過ぎない妾の格式である「側室」としてみなされるようになったと言われている（豊臣秀吉における淀殿も同様とされている）。正室説では「西郷局」という呼称は『徳川幕府家譜』などの江戸時代以降の史料しか登場しないと指摘されている。

## 人物
西郷局は美人で、また温和誠実な人柄であり、家康の信頼厚く、周囲の家臣や侍女達にも好かれていた。また強度の近眼であったらしく、とりわけ盲目の女性に同情を寄せ、常に衣服飲食を施し生活を保護していた。そのため西郷局が死去すると、大勢の盲目の女性達が連日、寺門の前で彼女のために後生を祈ったという。
また西郷局の従姉妹が記した『お国文書』と呼ばれる文書が静岡県掛川市に残されており、西郷局が家康から拝領した屋敷が上西郷村に存在したとされる。

## 名前について
『幕府祚胤伝』には「於愛」もしくは「於丁」、『徳川幕府家譜』には「於桐」、『柳営婦女伝系』には「於相」、『以小貴伝』には「お愛」と書かれているため、通説では「愛」が実名と考えられている。しかし、「桐」を「相」の誤記、「愛」は「相」は同音の別表記という考えから、「相」が正しい実名で「愛」はその別表記とする説もある。また、『徳川幕府家譜』には「西郷局」と書かれているが、同時代史料である『家忠日記』には「西郷殿」と書かれているのは前述の通りである。

## 登場作品
- 『徳川家康』（1964年、NET、演：中原ひとみ→藤野節子）※中原ひとみは吉良御前と二役
- 『戦国うらばなし 長勝院の萩 家康父子に愛された女』（1983年、朝日放送テレビ、演：亀井光代）
- 『徳川家康』（1983年、NHK大河ドラマ、演：竹下景子）※吉良御前と二役
- 『どうする家康』（2023年、NHK大河ドラマ、演：広瀬アリス）